# Lee Harper (Musiker)
Wilson Leroy „Lee“ Harper (* 27. Februar 1945 in LeJeune, North Carolina; † 10. November 2010 in Salzburg) war ein amerikanischer Trompeter des Modern Jazz.
Harper wurde von seinem Vater auf der Trompete unterrichtet und trat mit lokalen Bands auf. Bis 1967 studierte an der Washington State University Politologie, um dann in der Stadtplanung zu arbeiten. Ab 1971 konzentrierte er sich auf das Musikmachen und zog im gleichen Jahr nach Europa, wo er zunächst in Paris mit Christian Escoudé, Boulou Ferré und Siegfried Kessler arbeitete. Zwischen 1973 und 1979 gehörte er zur Jazzszene von München und spielte mit Hermann Breuer, Charly Antolini, Dusko Goykovich, Bobby Jones, Mal Waldron und Boško Petrović. 1979 holte ihn Erich Kleinschuster in die ORF-Big Band (deren Mitglied er bis 1981 war und anschließend bis 1988 im Nachfolge-Ensemble mitwirkte).
Daneben arbeitete er, seit 1985 von Salzburg aus, auch als Arrangeur für zahlreiche weitere Rundfunkorchester. Auch trat er mit Thad Jones, Al Porcino, Joe Haider, Leo Wright, Hans Koller, Karl Ratzer, der Conexion Latina, Sal Nistico, Rudi Wilfer, Caterina Valente, Elly Wright, Jenny Evans oder Allan Praskin auf. Er trat mit eigenem Trio und Quartett und gelegentlich auch mit einer eigenen mittelgroßen Formation sowie mit Barbara Dennerlein auf. Daneben war Harper als Musikpädagoge tätig, insbesondere für das Landeskonservatorium in Klagenfurt. Er starb an den Folgen eines Herzinfarkts.

## Diskographische Hinweise
- Take Off (1980)
- Aladár Pege International Jazz Workshop (1987)
- Winter Blues (1991)
- Live At 50 (1995)
- Takes a While (2002)
- Lee Harper’s Little Big Band Plays Wayne Shorter (2005)

## Lexigraphische Einträge
- Martin Kunzler: Jazz-Lexikon. Band 1: A–L (= rororo-Sachbuch. Bd. 16512). 2. Auflage. Rowohlt, Reinbek bei Hamburg 2004, ISBN 3-499-16512-0.